# Heinrich Zechmann
Heinrich Zechmann (* 24. Mai 1898 in Pichl-Preunegg; † 25. Juli 1979 in Feldkirchen in Kärnten) war ein österreichischer Politiker (FPÖ) und Bahndirektionspräsident. Er war von 1956 bis 1962 Abgeordneter zum Nationalrat.
Nach dem frühen Tod seiner Mutter kam Zechmann als Annahmekind zu einem Großbauern. Über die Vermittlung eines Pastors gelangte er nach dem Besuch der Volksschule 1913 auf die k. u. k. Marine-Maschinenschule, wo er den Beruf des Schlossers und Schiffsmaschinenführers erlernte. Nach dem Abschluss seiner Ausbildung war er bis zum Ende des Ersten Weltkriegs als Maschinenunteroffizier auf Kreuzern und Torpedofahrzeugen eingesetzt. Nach dem Ende des Ersten Weltkrieges arbeitete er für die Österreichischen Bundesbahnen als Schlosser, Kanzlist, Fahrdienstleiter und Schulbeamter und bildete sich gleichzeitig durch Privatstudium bis zur Realschulreife weiter. Bereits früh verehrte er Adolf Hitler und wurde SA-Führer, sowie NSDAP-Ortsgruppen- und Bezirksleiter in Landeck. Am 1. Februar 1930 trat er der NSDAP bei (Mitgliedsnummer 117.710). Gleichzeitig verfolgte er philosophische und juridische Studien und promovierte 1931 zum Doktor. Nach der Beendigung seines Studiums wechselte er als Rechtsbeamter in die Bundesbahndirektion Linz, wo er bis 1942 verblieb. Daneben engagierte er sich als Gauamtsleiter und Gauparteiredner in Linz. 1941 war ihm die Übernahme der Eisenbahn-Frontdirektion in Tiflis angeboten worden, Zechmann lehnte jedoch ab und wurde 1942 Präsident der Reichsbahndirektion in Villach, wo er Karl Guggenberger folgte. Dort hielt er trotz Bombenangriffen und Partisanenanschlägen die Reichsbahn funktionsfähig. Über Antrag des Reichsverkehrsministers wurde ihm in der Folge am 20. Februar 1945 das Ritterkreuz des Kriegsverdienstkreuzes mit Schwertern verliehen.
Nach dem Zweiten Weltkrieg wurde Zechmann zwischen 1945 und 1947 interniert und aus dem Bahndienst entlassen. Er war zunächst arbeitslos und hielt sich mit der Erteilung von Sprachunterricht über Wasser. In der Folge war er Telefonist, Bauhilfsarbeiter und Angestellter bei Baggerunternehmen. Politisch war er in den 1950er Jahren Mitbegründer der FPÖ und als Bundesparteiobmannstellvertreter sowie Bundesorganisationsreferent der FPÖ engagiert. Diese vertrat er zwischen dem 8. Juni 1956 und dem 26. Jänner 1962 auch im Nationalrat.